# فيرا مايلز
فيرا مايلز (بالإنجليزية: Vera Miles)‏ هي ممثلة أمريكية، ولدت في 23 أغسطس 1930 ببويز سيتي في الولايات المتحدة.

## أعمال

### أفلام
- (1956) الباحثون
- (1960) سايكو
- (1962) الرجل الذي أطلق النار على ليبرتي فالنس

## وصلات خارجية
- فيرا مايلز على موقع IMDb (الإنجليزية)
- فيرا مايلز على موقع الموسوعة البريطانية (الإنجليزية)
- فيرا مايلز على موقع ألو سيني (الفرنسية)
- فيرا مايلز على موقع تيرنر كلاسيك موفيز (الإنجليزية)
- فيرا مايلز على موقع أول موفي (الإنجليزية)
- فيرا مايلز على موقع قاعدة بيانات الأفلام السويدية (السويدية)
- فيرا مايلز على موقع إن إن دي بي (الإنجليزية)
- فيرا مايلز على موقع ديسكوغز (الإنجليزية)
- فيرا مايلز على موقع قاعدة بيانات الفيلم (الإنجليزية)
- فيرا مايلز على موقع كينوبويسك (الروسية)